# Ijaci
Ijaci este un oraș în Minas Gerais (MG), Brazilia.